# Белое озеро (Чувашия)
Бе́лое о́зеро (чув. Çуткӳл, Çутă кӳлĕ) — карстовое озеро в Яльчикском районе Чувашии, комплексный памятник природы регионального значения. Расположено у южных окраин деревень Белое Озеро (чуваш. Çуткӳл) и Полевые Буртасы (чуваш. Вырăскасси). По объёму воды занимает второе место в республике (511,6 тыс. м³).

## Географическое положение
Расположено на Чувашском плато Приволжской возвышенности, в Яльчикском районе в 15 км западнее села Яльчики, между деревнями Белое Озеро и Полевые Буртасы. Улицы деревень проходят вдоль котловины озера, окружая его со всех сторон.

## Физико-географическая характеристика
Происхождение карстовое. Длина 570 м, ширина 380 м, площадь 17,5 га. Средняя глубина 3 метра, наибольшая — 4 метра. Площадь поверхности — 0,175 км². Высота над уровнем моря — 114 м. Не зарастает.
Рельеф озера сглаженный, неглубоко расчлененный. Озеро расположено на склоне балки, выходящей в долину реки Малая Була.
Площадь ООПТ составляет 17,5 га, охранной зоны — 300 га. Границы памятника природы проходят по береговой линии озера.
Озеро овальной формы, вытянуто с севера на юг, котловина чашеобразная. В провальной чаше выходит карстовый источник. Карстовая воронка смещена к северо-западной части. В северную часть озера впадает ручей, из южной части вытекает приток р. Малая Була. Увеличение глубины идет постепенно от берега к центру. Береговая линия ровная. Берега низкие, местами заболоченные. Дно глинистое, вязкое. Вода имеет слабо-зеленый цвета и не пригодна для питья.

### Флора и фауна
Выявлено 70 видов сосудистых растений в прибрежной полосе озера. Найден новый для флоры Чувашии вид — клоповник полевой.
Редкие виды (Красная книга Чувашской Республики):
- тимьян Маршалла
- шалфей степной[1]
- астрагал солодколистный[2].

В прибрежной растительности доминируют мятлик луговой и лапчатка гусиная. Растут единичные деревья.
Из редких видов растений найдены пырейник шероховатостебельный, хориспора нежная, острица лежачая.
В озере обитают пескарь, карп, выпущены раки, которые прижились.
Выявлено 7 видов птиц, 15 видов зоопланктонных организмов.